# Ivanovo
Ivanovo (russo:  Иваново; IPA: [ɪˈvanəvə]) é uma cidade da Rússia, capital do Oblast de Ivanovo.
Ivanovo tem sido tradicionalmente conhecida como a capital têxtil da Rússia. Como a maioria dos trabalhadores da indústria têxtil são mulheres, também tem sido conhecida como a "Cidade das Noivas". Provavelmente o mais famoso dos nativos do sexo feminino da cidade era o pós-moderno escritor francês Nathalie Sarraute.
É o lar de Ivanovo Severny, que é uma das maiores bases transporte aéreo militar na Rússia. Serviços aéreos civis são fornecidos no Ivanovo Yuzhny Airport.
Ivanovo tem várias instituições de ensino: Universidade Estadual de Ivanovo, Ivanovo Universidade Estadual de Química e Tecnologia, Academia Médica Ivanovo, Ivanovo Academia de arquitectura, Ivanovo Poder Universidade (ISPU).

## História

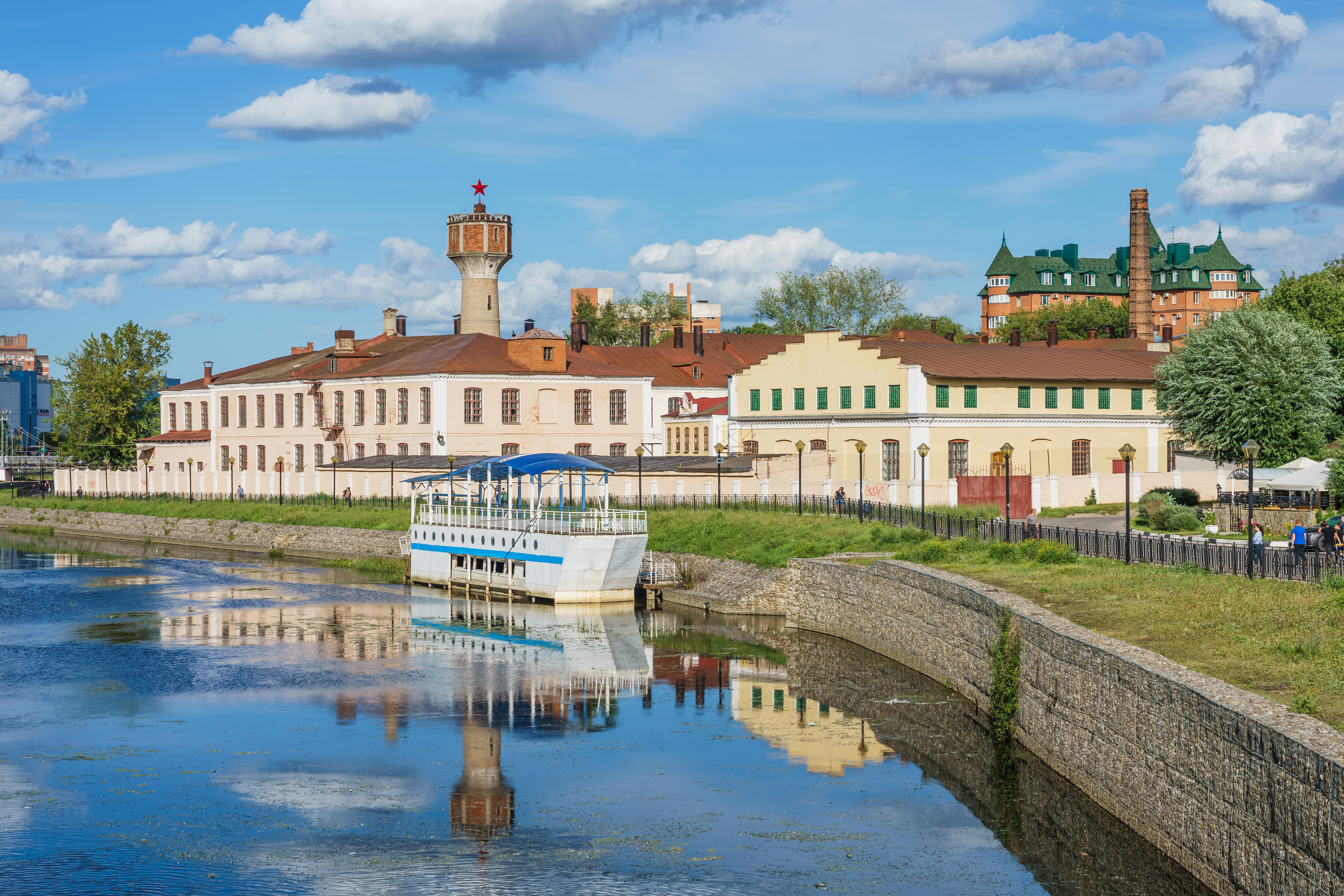
Rio Uvod e edifícios da antiga manufatura Fokin

Ivanovo foi criada mediante a fusão da aldeia de Ivanovo(documentada pela primeira vez em 1561) com a industrial Voznesensky Posad em 1871. Até 1932, seu nome oficial era Ivanovo-Voznesensk. Por causa de sua indústria têxtil, Ivanovo ganhou o apelido de "Manchester russa" durante o século XIX.
No início do século XX, Ivanovo competiu com Łódź (que então também integrava o Império Russo) para o título do principal centro têxtil de produção na Europa. Como as condições de vida dos trabalhadores eram terríveis, as greves eram frequentes. Uma dessas greves (14 de maio a 22 de julho de 1905) levou à primeira revolução russa. De acordo com a historiografia soviética, por exemplo, Grande Enciclopédia Soviética, o artigo "Sovietes de deputados operários" (em russo: Советы депутатов трудящихся), o soviético Ivanovo (criados 28 de maio de 1905) foi um dos primeiros Soviéticos da história. No entanto, esta afirmação é contestada, ver São Petersburgo Soviética. Ironicamente, a União Soviética foi fundada sobre o conselho de um inspetor de fábrica de governo.
Em 1933 foi aqui criada, por trabalhadores da indústria têxtil, a Internacionalny Dom (casa internacional), mais conhecida como Interdom. Ao longa da sua história estiveram aqui hospedadas milhares de crianças de vários países em guerra civil ou sobre jugo de ditaduras. 

## Representações no cinema
Em 2003, 70 anos depois da sua fundação, o cineasta português Ivan Dias produziu o documentário Os Filhos de Ivanovo. O filme conta a história de José Serra, um dos muitos alunos portugueses da Interdom.

## Residentes notáveis

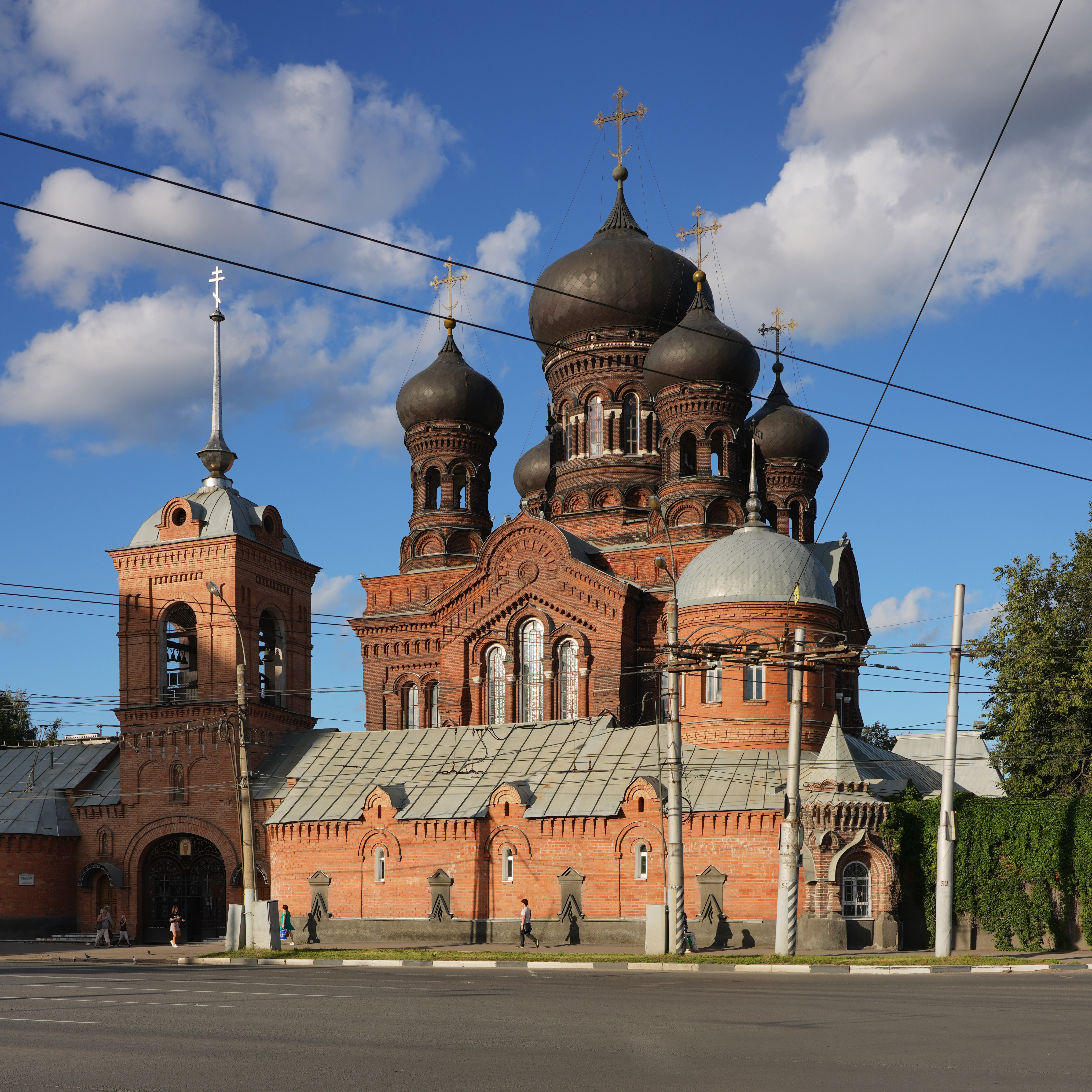
Monastério Vvedensky

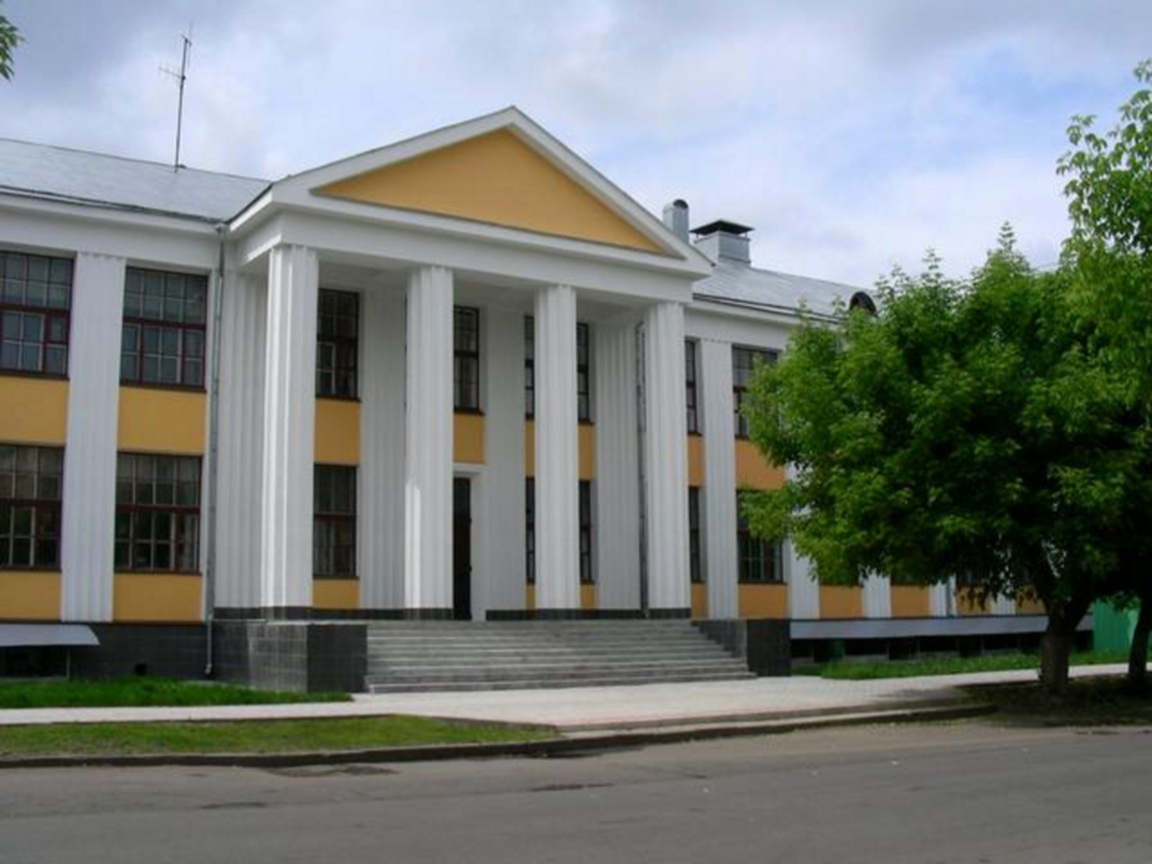
Universidade Estadual de Química e Tecnologia de Ivanovo

- Andrei Bubnov, político bolchevique
- Yelena Kruglova, atleta-nadador
- Pavel Kupriyanovsky, cientista-filólogo, escritor titular, de uma Ordem
- Leonid Taganov, cientista-filólogo, escritor titular, de uma Ordem
- Valery Memetov, cientista-historiador, portador de uma Ordem
- Sergei Nietcháiev, revolucionário niilista
- Nathalie Sarraute, escritor
- Alexandr Spryskov, cientista químico-titular, de uma Ordem
- Georgii Evgen'evich Shilov, matemático
- Vladimir Tsybin flautista e maestro
- Vyacheslav Mikhailovich Zaitsev, designer, pintor, artista gráfico e designer de figurino teatral.
- Vitaly Tepikin, cientista-historiador, escritor
- Zoya Yakovleva, cientista químico-titular, de uma Ordem
- Marina Voica (née Nikolskaya), músico romeno e celebridades do showbiz
- Marina Shpekht, ginasta rítmica da Rússia

## Cidades irmãs
- Łódź na Polónia (desde 1992).[2]
- Plano no Texas, Estados Unidos.
- Staffordshire no Reino Unido.
- Hanôver na Alemanha.
- Khmelnytskyi na Ucrânia.
- Dzerzhinsky na Rússia.
- Kazan no Tartaristão, Rússia.
- Plovdiv na Bulgária.

## Esporte
A cidade de Ivanovo é a sede do Estádio Tekstilshchik e do FC Tekstilshchik Ivanovo, que participa do Campeonato Russo de Futebol. Também é a sede do Estádio Kraneks e do FC Kraneks Ivanovo.